# Briahna Joy Gray
Briahna Joy Gray (Washington D.C., 15 de agosto de 1985), é uma advogada, produtora de conteúdo e comentarista política que foi assessora de imprensa da campanha presidencial de Bernie Sanders nas primárias do Partido Democrata em 2020. Briahna J. Gray é editora no periódico Current Affairs e, no passado, foi editora sênior de política para o jornal estadunidense The Intercept.
Ela também possui seu próprio podcast chamado Bad Faith e é co-host da série "Rising" do jornal estadunidense The Hill.